# Falaise, Calvados
Falaise là một xã trong tỉnh Calvados, thuộc vùng hành chính Normandie của nước Pháp, có dân số là 8434 người (thời điểm 1999).

## Nhân khẩu học
| 1962  | 1968  | 1975  | 1982  | 1990  | 1999  |
| ----- | ----- | ----- | ----- | ----- | ----- |
| 6.325 | 7.180 | 8.368 | 8.597 | 8.119 | 8.434 |

## Các thành phố kết nghĩa
- Bad Neustadt an der Saale, Đức

## Những người con của thành phố
- Herleva, (1003-1050), người yêu của công tước Robert I của Normandie

### Articles connexes
- Xã của tỉnh Calvados